# 친스코

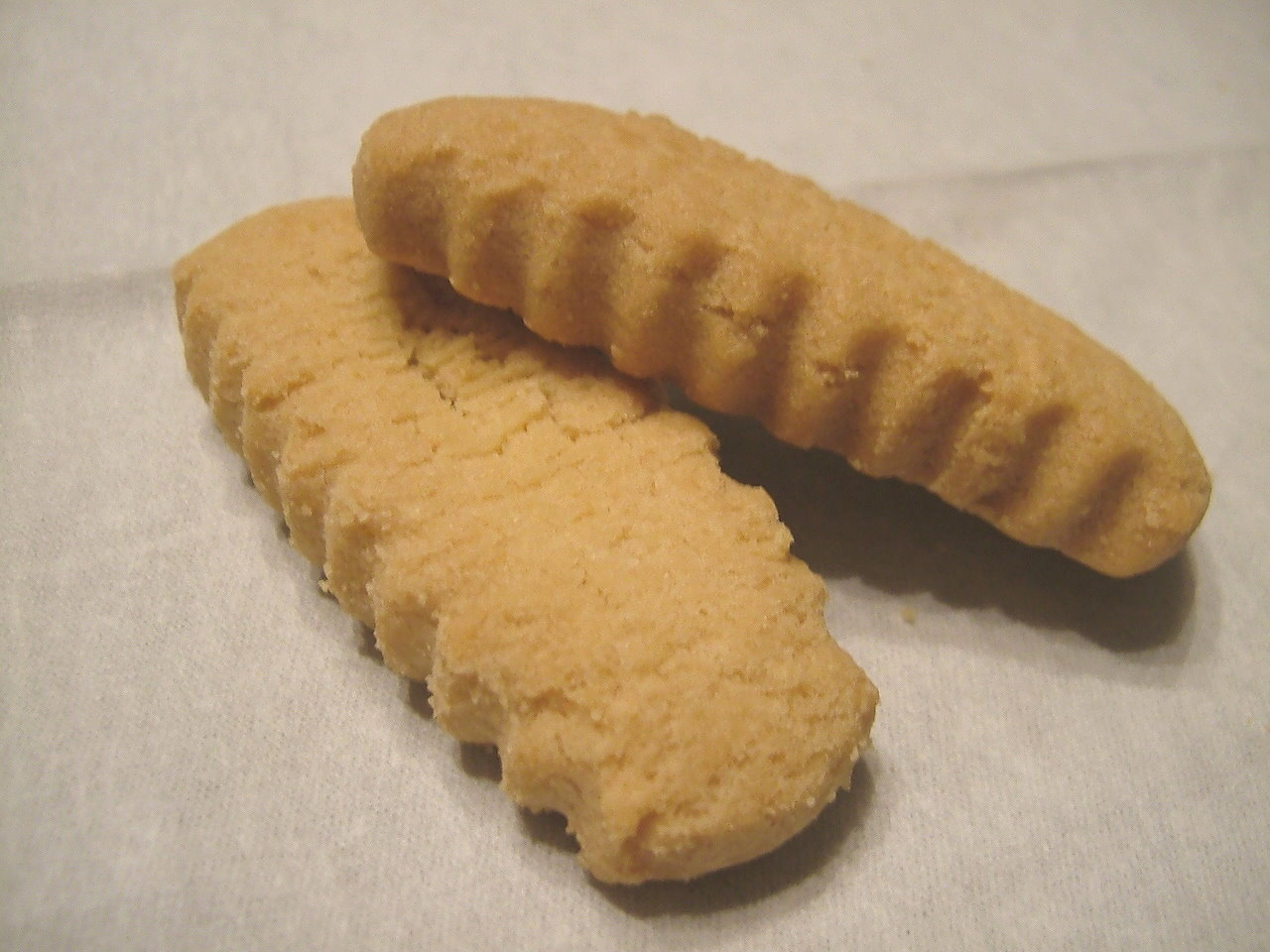
친스코

친스코(ちんすこう, 金楚糕)는 류큐국 시대부터 오키나와에서 만들어지는 전통적인 과자이다. 밀가루, 설탕, 돼지기름을 주원료로 하여 굽는다.

## 개요
밀가루, 설탕, 돼지기름을 주원료로 하여 굽는 과자다. 오키나와현(沖縄県) 토산품으로 유명하며 개개 포장된 상품이 토산품점에서 판매되고 있다.

## 유래
여러 설이 있다. 중국에는 도소(桃酥)라는 동종의 구운 과자가 있어, 옛날 중국 남부에서 만들어졌다고도 하는 밀가루에 설탕과 돼지기름을 더하여 찐 카스테라와 같은 찐 과자가 오키나와현 기후나 원료에 더하여 창작된 설이 있다. 또한 포르투갈의 구운 과자인 볼로(bolo)가 실크로드나 해로르루통해 전달되었다는 설도 있다. 또한 류큐왕조에 전해진 과자제조에 관하여 정리된 책 「과자례장(菓子例帳, 일본어로는 かしだめしちょう, 소실되었기에 현재는 구전되고 있는 것뿐이다.)」에는 현재와 다르며, 친스코는 적색, 황색, 녹색이 착색되어 있었다 한다. 이전에는 쌀가루(미진분)을 사용했다 하는 재료도 밀가루로 바뀌었다. 또한 최근 몇년 얼레지가루도 사용된 경우가 많아졌다. 
한자 표기 ‘金楚糕’는 ‘황금색으로 빛나는(金) 풀어지는 듯한 입맛(楚)의 구운 과자’라는 유래를 갖는다.